# Tael
Tael – dawna chińska jednostka monetarna, odpowiadająca 37,3 g czystego srebra.

## Etymologia nazwy
Nazwa tael pochodzi od portugalskiego słowa tela, które z kolei prawdopodobnie zapożyczone zostało z indonezyjskiego tahil. Słowo to pierwotnie określało w handlu indyjskim ciężar srebra będący równowartością wagi danej tkaniny. Chińska nazwa, liang, pochodzi od nazwy starej miary odpowiadającej 50 gramom.

## Historia taela
Tael został narzucony Chinom jako waluta po traktacie nankińskim kończącym I wojnę opiumową w 1842 roku. Traktat zobowiązywał cesarskie Chiny do wypłacenia Anglii odszkodowania w srebrze oraz wprowadzenia opartych na tym kruszcu taryf celnych. Ponieważ w Chinach nie bito monet srebrnych, Anglicy narzucili temu państwu własną, korzystną dla siebie jednostkę wagi srebra, wykorzystując do tego nowo utworzony Główny Inspektorat Celny. Pierwsze taele były odlewane ze srebra w Szanghaju od 1856 roku.
Po zawarciu w 1858 traktatu tiencińskiego taele były bite przez Mennicę Królewską w Londynie, a od 1867 w Hongkongu.
W Chinach pierwsze monety srebrne (yuan) wprowadzono w 1889 roku. Do końca cesarstwa znajdowały się jednak one w obiegu równolegle z taelami, a kurs wynosił 1 yuan do 0,72 taela.